# Хорабир
Хораби́р (рос. Хорабыр, чув. Хурапыр) — присілок у Чувашії Російської Федерації, у складі Пітеркінського сільського поселення Красночетайського району.
Населення — 155 осіб (2010; 188 в 2002, 348 в 1979, 575 в 1939, 465 в 1926, 354 в 1897, 235 в 1869). Національний склад — чуваші, росіяни.
Національний склад (2002):
- чуваші — 99 %

## Історія
Історичні назви — Хорабири, Хоробари. До 1835 року селяни мали статус державних, до 1863 року — удільних, займались землеробством, тваринництвом, ковальством. 1931 року створено колгосп «імені Ворошилова». До 1918 року присілок входив до складу Курмиської (у період 1835–1863 років у складі Курмиського удільного приказу), до 1920 року — Красночетаївської волості Курмиського, до 1927 року — Ядринського повітів. З переходом на райони 1927 року — спочатку у складі Красночетайського, у період 1962–1965 років — у складі Шумерлинського, після чого знову переданий до складу Красночетайського району.

## Господарство
У присілку діють клуб, стадіон та магазин.